# Porte de Montrouge
La porte de Montrouge est une porte de Paris, en France, située dans le 14e arrondissement.

## Situation et accès

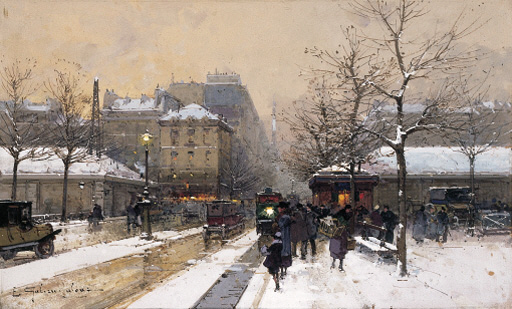
La porte de Montrouge vers 1941, par Eugène Galien-Laloue.

La porte de Montrouge est une porte secondaire de Paris se situant seulement à moins de 100 m à l'ouest de la porte d'Orléans et 150 m à l'est de la porte de Châtillon. Elle se trouve sur le boulevard Brune, dans le prolongement de la rue Friant. Au-delà du boulevard périphérique, la zone de la porte de Montrouge débouche sur la ville de Montrouge.
La porte de Montrouge est intégrée à celle de la porte d'Orléans par bien des aspects en raison de leur extrême proximité. Elle constitue cependant le principal accès au cimetière de Montrouge, situé cependant dans les limites administratives de Paris.
La porte de Montrouge est desservie par la ligne de métro 4 à la station Porte d'Orléans ainsi que par la ligne 3a du tramway d'Île-de-France.